# Nostera
Nostera es un género de arañas cazadoras de hormigas del orden Araneae. Fue descrito por Rudy Jocqué en 1991.

## Especies
- Nostera geoffgarretti Baehr y Jocqué, 2017
- Nostera lynx Jocqué, 1991
- Nostera spinata Baehr y Jocqué, 2017
- Nostera trifurcata Baehr y Jocqué, 2017